# Nabbens naturreservat, Västerviks kommun
Nabben är ett naturreservat beläget på en halvö med detta namn i Västerviks kommun i Kalmar län.
Området är naturskyddat sedan 1973 och är 40 hektar stort. Reservatet består av hällmarkstallskog och berg i dagen. Området har äldre beteskaraktär och har troligen under längre tid använts till just utmarksbete och vedfångst. På Nabben finns ca 35 fornlämningar i form av rösen. Området betas av nötdjur i ett samarbete genom markägaren tillsammans med Länsstyrelsen i Kalmar.,